# 理查德·斯普拉特利
理查德·斯普拉特利（英語：Richard Spratly，1802年—1870年）是英国航海家，创造多个航海记录，南中国海的南沙群岛以他命名（斯普拉特利群岛）。

## 生平
- 1802年，理查德·斯普拉特利生于位于英国伦敦东区的波普勒，父亲是造船师，在家中排行第二。
- 1818年，在Marley伯爵号（Earl of Marley）上当学徒（也可能是Morley伯爵号捕鲸船）。
- 1824年，在Huntley侯爵号（Marquis of Huntley）运囚船上当二副。
- 1832年，任约克号（York）运囚船船长，运送200多囚犯，9月从英国朴茨茅斯出发，12月到达澳大利亚塔斯马尼亚岛的安东尼·范·迪门之地（Van Diemen's Land）。
- 1833年，在Hingston船长的居鲁士号（Cyrus）上，从南冰洋航行到达英国肯特郡的格雷夫森德。
- 1834年，接替Hingston，任居鲁士号船长。
- 1837年，从南太平洋航行到达英国朴茨茅斯。
- 1838年，率领居鲁士号从事捕鲸航行。
- 1840年，航行经过苏拉威西岛的万鸦老。目睹了当地的苏丹攻击Hait船长的“年轻女王号”（Young Queen）和Lewis船长的横帆双桅船“安娜号”（Anne）。整个事件记录下来，发表在悉尼航行简报上（Sydney Shipping Gazette）。
- 1844年，科马事件。根据1844年2月24日船员的记述，载有大量鲸鱼油的居鲁士号停泊在苏拉威西岛的科马（Kema）水道上。有报告说Howland和William Heron两船员失踪，3月3日，在船员四处寻找没有找到失踪人员后，航船开始返回英国。8月份到达英国后，Heron的母亲召开听证会，控诉斯普拉特利船长将其子抛弃。因为没有证据，无法给斯普拉特利船长定罪，因此没有后续的法庭判决。
- 1848年，辞任居鲁士号船长。
- 1849年，担任玛格丽特号（Margaret）船长。
- 1852年，辞任玛格丽特号船长。
- 1858-1860年，担任Atalanta号船长，船东是伦敦的Wilson和Cooke，往澳大利亚墨尔本等地运送英国和爱尔兰移民。
- 1870年，因胸膜肺炎病逝。[1][2]

## 对航海的贡献
斯普拉特利船长时常给《航海杂志》报告他的航行线路和探测信息。1843年3月29日，斯普拉特利船长看到了现在名称为南威岛和日积礁的两座岛礁。同年，Doyle船长和Campbell船长将航行记录发表在《航海杂志》上，文中用斯普拉特利的名字命名该岛，称为Spratly's Sandy Island。相邻的岛礁则使用奥斯汀（Austen）号船长拉德（Ladd）命名：Ladd Reef（日积礁）。
|  | 上午9点，从桅顶看到一个浅沙岛，方位在东南偏东（S.E.b.E.），相距4里格。接近时看见海滩，看来上面有小灌木丛，大约有船体外壳那么高，一块黑地将沙滩平分两个均匀大小。其中一处危险，我称之为“Ladd Reef”（日积礁），似乎是拉德（Ladd）船长首次发现的。另一处危险称为斯普拉特利沙岛，即南威岛。 |

由于《航海杂志》的巨大影响力，以后西方航海界不再使用“风暴岛”来指代南威岛。英国海军部最终同意使用斯普拉特利群岛（Spratly Islands）来命名这一片水域的分散岛屿，今南沙群岛。